# Deux sans barreur masculin aux Jeux olympiques d'été de 2024
Cet article traite de l'épreuve masculine. Pour la compétition féminine, voir Deux sans barreur féminin aux Jeux olympiques d'été de 2024.
Navigation
Tokyo 2020 Los Angeles 2028
L'épreuve masculine de deux sans barreur des Jeux olympiques d'été de 2024 de Paris a lieu au stade nautique olympique de Vaires-sur-Marne du 28 juillet au 2 août 2024.

## Médaillés
| Or                                          | Argent                                                 | Bronze                                |
| Croatie - Martin Sinković - Valent Sinković | Grande-Bretagne - Oliver Wynne-Griffith - Tomas George | Suisse - Roman Röösli - Andrin Gulich |

## Programme
| Date                | Heure   | Tour         |
| ------------------- | ------- | ------------ |
| Dimanche 28 juillet | 09 h 00 | Séries       |
| Lundi 29 juillet    | 09 h 30 | Repêchage    |
| Mercredi 31 juillet | 09 h 30 | Demi-finales |
| Vendredi 2 août     | 09 h 30 | Finale       |

## Résultats détaillés

### Séries
Les trois premiers de chaque série sont qualifiés pour les demi-finales (Q), les autres vont en repêchage (R).
| Rang | Couloir | Rameurs                                    | Pays             | Temps         | Notes |
| ---- | ------- | ------------------------------------------ | ---------------- | ------------- | ----- |
| 1    |         | Jaime Canalejo Pazos Javier García Ordóñez | Espagne          | 6 min 32 s 28 | Q     |
| 2    |         | Daniel Williamson Phillip Wilson           | Nouvelle-Zélande | 6 min 32 s 44 | Q     |
| 3    |         | Ross Corrigan Nathan Timoney               | Irlande          | 6 min 32 s 69 | Q     |
| 4    |         | Roman Röösli Andrin Gulich                 | Suisse           | 6 min 32 s 71 | R     |
| 5    |         | Billy Bender Oliver Bub                    | États-Unis       | 7 min 2 s 62  | R     |

| Rang | Couloir | Rameurs                              | Pays     | Temps         | Notes |
| ---- | ------- | ------------------------------------ | -------- | ------------- | ----- |
| 1    |         | Martin Sinković Valent Sinković      | Croatie  | 6 min 35 s 28 | Q     |
| 2    |         | Florin Arteni Florin Lehaci          | Roumanie | 6 min 40 s 29 | Q     |
| 3    |         | Dovydas Stankunas Domantas Stankunas | Lituanie | 6 min 44 s 59 | Q     |
| 4    |         | Davide Comini Giovanni Codato        | Italie   | 6 min 50 s 25 | R     |

| Rang | Couloir | Rameurs                             | Pays            | Temps         | Notes |
| ---- | ------- | ----------------------------------- | --------------- | ------------- | ----- |
| 1    |         | Oliver Wynne-Griffith Thomas George | Grande-Bretagne | 6 min 33 s 88 | Q     |
| 2    |         | John Smith Christopher Baxter       | Afrique du Sud  | 6 min 36 s 71 | Q     |
| 3    |         | Julius Christ Soenke Kruse          | Allemagne       | 6 min 38 s 86 | Q     |
| 4    |         | Patrick Holt Simon Keenan           | Australie       | 6 min 49 s 79 | R     |

### Repêchage
Les trois premières embarcations du repêchage se qualifient pour les demi-finales (Q), les autres sont éliminées.
| Rang | Couloir | Rameurs                       | Pays       | Temps         | Notes |
| ---- | ------- | ----------------------------- | ---------- | ------------- | ----- |
| 1    |         | Roman Röösli Andrin Gulich    | Suisse     | 6 min 47 s 38 | Q     |
| 2    |         | Davide Comini Giovanni Codato | Italie     | 6 min 50 s 31 | Q     |
| 3    |         | Billy Bender Oliver Bub       | États-Unis | 6 min 51 s 32 |       |
| 4    |         | Patrick Holt Simon Keenan     | Australie  | 6 min 53 s 40 |       |

### Demi-finales
Les trois premières embarcations de chaque demi-finale se qualifient pour la finale A (FA), les autres vont en finale B (FB).
| Rang | Couloir | Rameurs                                    | Pays           | Temps         | Notes |
| ---- | ------- | ------------------------------------------ | -------------- | ------------- | ----- |
| 1    |         | Martin Sinković Valent Sinković            | Croatie        | 6 min 29 s 98 | FA    |
| 2    |         | Roman Röösli Andrin Gulich                 | Suisse         | 6 min 32 s 18 | FA    |
| 3    |         | Jaime Canalejo Pazos Javier García Ordóñez | Espagne        | 6 min 36 s 30 | FA    |
| 4    |         | John Smith Christopher Baxter              | Afrique du Sud | 6 min 40 s 35 | FB    |
| 5    |         | Dovydas Stankunas Domantas Stankunas       | Lituanie       | 6 min 43 s 60 | FB    |
| 6    |         | Billy Bender Oliver Bub                    | États-Unis     | 6 min 46 s 11 | FB    |

| Rang | Couloir | Rameurs                             | Pays             | Temps         | Notes |
| ---- | ------- | ----------------------------------- | ---------------- | ------------- | ----- |
| 1    |         | Florin Arteni Florin Lehaci         | Roumanie         | 6 min 29 s 86 | FA    |
| 2    |         | Oliver Wynne-Griffith Thomas George | Grande-Bretagne  | 6 min 31 s 56 | FA    |
| 3    |         | Ross Corrigan Nathan Timoney        | Irlande          | 6 min 32 s 22 | FA    |
| 4    |         | Dan Williamson Phillip Wilson       | Nouvelle-Zélande | 6 min 32 s 77 | FB    |
| 5    |         | Davide Comini Giovanni Codato       | Italie           | 6 min 45 s 86 | FB    |
| 6    |         | Julius Christ Soenke Kruse          | Allemagne        | 6 min 47 s 13 | FB    |

### Finales
| Rang                                | Couloir | Rameur                                     | Pays            | Temps         | Notes |
| ----------------------------------- | ------- | ------------------------------------------ | --------------- | ------------- | ----- |
| Médaille d'or, Jeux olympiques      |         | Martin Sinković Valent Sinković            | Croatie         | 6 min 23 s 66 |       |
| Médaille d'argent, Jeux olympiques  |         | Oliver Wynne-Griffith Thomas George        | Grande-Bretagne | 6 min 24 s 11 |       |
| Médaille de bronze, Jeux olympiques |         | Roman Röösli Andrin Gulich                 | Suisse          | 6 min 24 s 76 |       |
| 4                                   |         | Florin Arteni Florin Lehaci                | Roumanie        | 6 min 25 s 61 |       |
| 5                                   |         | Jaime Canalejo Pazos Javier García Ordóñez | Espagne         | 6 min 29 s 60 |       |
| 6                                   |         | Ross Corrigan Nathan Timoney               | Irlande         | 6 min 30 s 49 |       |

| Rang | Couloir | Rameur                               | Pays             | Temps         | Notes |
| ---- | ------- | ------------------------------------ | ---------------- | ------------- | ----- |
| 7    |         | Dan Williamson Phillip Wilson        | Nouvelle-Zélande | 6 min 24 s 55 |       |
| 8    |         | Dovydas Stankunas Domantas Stankunas | Lituanie         | 6 min 25 s 94 |       |
| 9    |         | John Smith Christopher Baxter        | Afrique du Sud   | 6 min 27 s 11 |       |
| 10   |         | Billy Bender Oliver Bub              | États-Unis       | 6 min 28 s 57 |       |
| 11   |         | Julius Christ Soenke Kruse           | Allemagne        | 6 min 28 s 61 |       |
| 12   |         | Davide Comini Giovanni Codato        | Italie           | 6 min 28 s 61 |       |